# Jebil nationalpark
Jebil nationalpark är en nationalpark i Sahara i Tunisien. Den täcker större delen av landets södra del med en yta på 150 000 hektar och är Tunisiens största nationalpark. Parken etablerades 1994 (inofficiellt 1984) och är den enda delen av Sahara som är nationalpark.
Djurlivet består bland annat av gaseller, fennek, harar och cerastes
Fågellivet består bland annat av ökentrapp, tofslärka, stenökenlärka och corvus.